# Strikeforce Challengers: Voelker vs. Bowling III
Strikeforce Challengers: Voelker vs. Bowling III foi um evento de artes marciais mistas promovido pelo Strikeforce. O décimo sétimo episódio do Challengers ocorreu em 22 de julho de 2011 no Palms Casino Resort em Las Vegas, Nevada.

## Background
O brasileiro Guto Inocente era esperado para fazer sua estreia contra Lionel Lanham. No entanto, por razões obscuras ele foi substituído pelo novato T.J. Cook.
Lavar Johnson também era esperado para enfrentar Devin Cole, mas desistiu da luta devido a uma lesão. Cole acabou enfrentando Shawn Jordan.